# Verbascum fluminense
Verbascum fluminense är en flenörtsväxtart som beskrevs av Anton Joseph Kerner och Nym.. Verbascum fluminense ingår i släktet kungsljus, och familjen flenörtsväxter. Inga underarter finns listade i Catalogue of Life.